# Nathalie (canción)

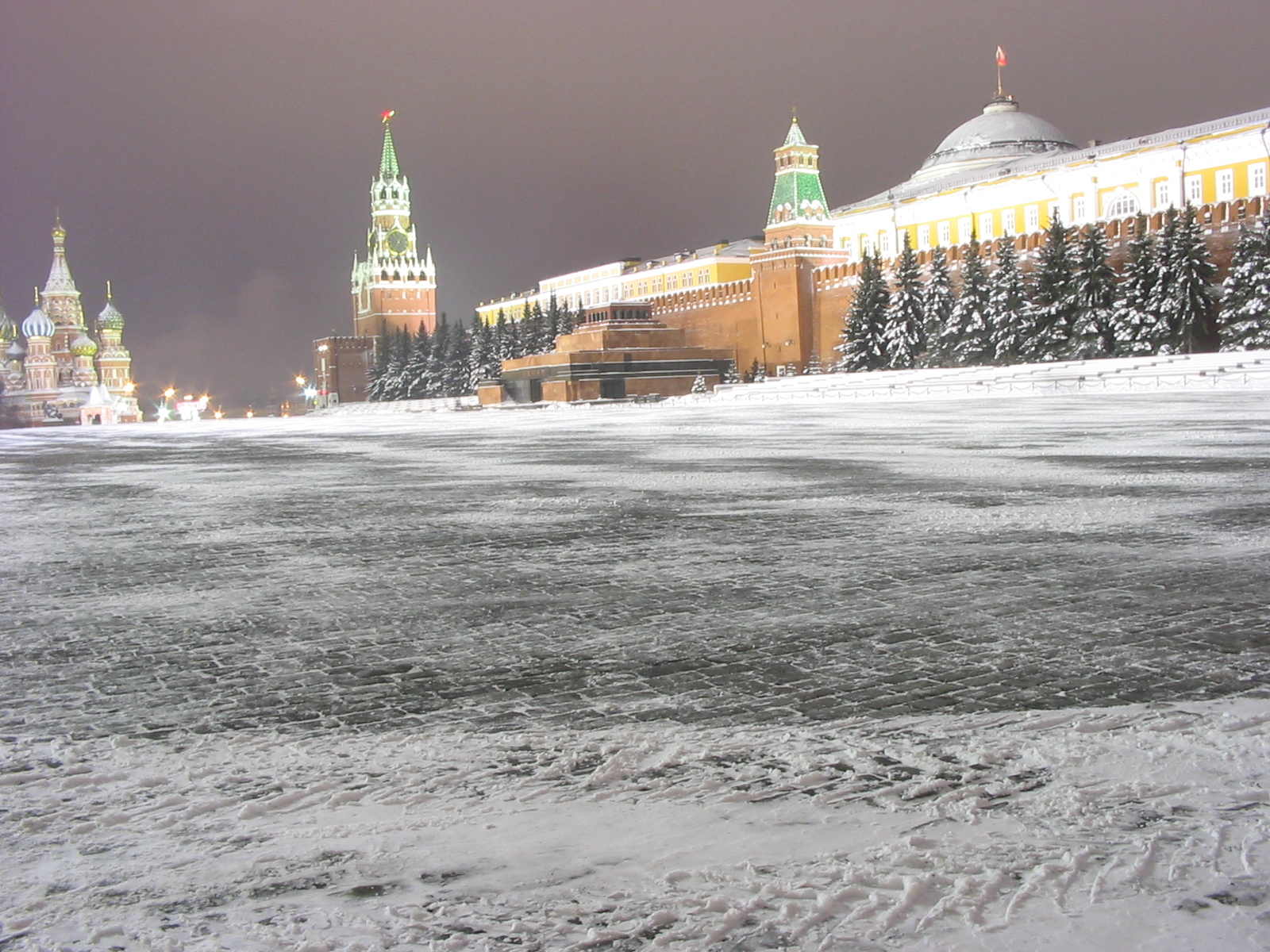
La Plaza Roja de Moscú cubierta de nieve.

«Nathalie» es una canción de 1964 del género chanson française. La letra es del letrista Pierre Delanoë. El cantante Gilbert Bécaud estuvo a cargo de la composición y de la interpretación.

## Historia
Pierre Delanoë contó que le tomó un año convencer a Gilbert Bécaud para que interpretara Nathalie. Al principio la canción se llamaba Natacha. El tema es sobre un amor imposible en la época de la Unión Soviética, en plena guerra fría. La canción se refiere a un turista francés que visita Moscú  durante el invierno y recorre la Plaza Roja y la tumba de Lenin acompañado de una guía rusa de nombre Nathalie. Él se enamora de la guía. La letra de la canción da a entender que ambos pasaron una noche juntos. Luego el hombre regresa a París en donde espera algún día ser guía de Nathalie.
Es de destacar que la canción menciona una cafetería de nombre Café Pushkin (Café Pouchkine en el original francés) que en realidad no existía en 1964. En 1999 se fundó uno con la presencia de Gilbert Bécaud.

## Versiones
En el mismo año 1964 el trío chileno Hermanos Arriagada cantó una versión en español (incluida en su álbum Poema) que se hizo famosa en varios países hispanoamericanos. Otras versiones son la de Nicola Arigliano en italiano (1968) y la de Richard Anthony en francés (1975).
A partir de 1970, Gilbert Bécaud graba y reedita esta canción, esta vez para ser cantada en español por el mismo intérprete. En la que fue incluido en un álbum de todos los temas musicales de Gilbert Bécaud que fueron éxito, cantadas solo en español y darse a conocer en varios países de habla hispana, iniciando la década de los 70.

## Uso político
La versión realizada por el trío chileno Hermanos Arriagada tuvo repercusión inusitada en los países hispanohablantes. En Venezuela se transformó en un himno en las protestas estudiantiles. En Cuba la canción fue incluida en los cancioneros escolares, dada la mención en la letra a iconos de la Unión Soviética, tales como la Revolución de Octubre, Plaza Roja, Tumba de Lenin, entre otros. 
Los intérpretes confesaron que la canción estuvo vetada en algunos lugares de Perú, Chile, República Dominicana y Estados Unidos, debido a su supuesta apología comunista. En sus presentaciones en Miami eran constantemente advertidos de no incluir dicha canción en sus shows.
El grupo ha aclarado constantemente que no tienen afinidad política.